# Fiat Linea
Fiat Linea — компактный автомобиль компании Fiat. Выпускался с 2007 по 2015 год, заменив в модельном ряду Fiat Marea. Построен на базе хетчбэка Fiat Grande Punto. Первый автомобиль сошёл с конвейера завода TOFAŞ в турецкой Бурсе 26 марта 2007 года. Предназначался для рынков развивающихся стран, в частности, Индии.

## В России
Автомобиль Fiat Linea для российского рынка выпускали на заводе совместного предприятия «Фиат-Соллерс» в Набережных Челнах с 2010 до 2011 года. Модель оснащалась бензиновым турбированным мотором объёмом 1,4 литра и мощностью 120 л. с. в паре с пятиступенчатой механической коробкой передач. В момент дебюта цены на модель начинались с 535 тысяч рублей.